# Kazimierz Wierzyński
Kazimierz Wierzyński (ou Casimir Wierzynski), né à Drohobycz (en actuelle Ukraine) le 27 août 1894 mort à Londres le 13 février 1969 , est un poète et écrivain polonais.

## Biographie
Avec Julian Tuwim, Antoni Słonimski, Jarosław Iwaszkiewicz et Jan Lechoń, il est con-fondateur du groupe Skamander, en 1918. Il collabore fréquemment pour le magazine Kultura. Sa sépulture se trouve au Cimetière de Powązki.

## Œuvres
- Jeux olympiques
  - Amsterdam 1928 :  Médaille d'or en littérature lyrique avec Laur Olimpijski
- Œuvres biographiques
  - Życie Chopina, traduit The Life and Death of Chopin par Norbert Guterman, ainsi que La vie de Chopin par Geneviève Mécker[2]
- Poèmes:
  - Wiosna i wino, Varsovie 1919
  - Wróble na dachu, Varsovie 1921
  - Wielka Niedźwiedzica, Varsovie 1923
  - Pamiętnik miłości, Varsovie 1925
  - Laur olimpijski, Varsovie 1927
  - Pieśni fanatyczne, Varsovie 1929
  - Rozmowa z puszczą, Varsovie 1929
  - Gorzki urodzaj, Varsovie 1933
  - Wolność tragiczna, Varsovie 1936
  - Kurhany, Varsovie 1938
  - Barbakan warszawski, Nice 1940
  - Ziemia-Wilczyca, Londres 1941
  - Róża wiatrów, New-Jork 1942
  - Ballada o Churchillu, New-Jork 1944
  - Podzwonne za kaprala Szczapę, New-Jork 1945
  - Krzyże i miecze, Londres 1946
  - Korzec maku, Londres 1951
  - Siedem podków, New-Jork 1954
  - Tkanka ziemi, Paris 1960
  - Kufer na plecach, Paris 1964
  - Czarny polonez, Paris 1968
  - Sen mara, Paris 1969

## Récompenses et distinctions
- Chevalier dans l'Ordre Polonia Restituta
- Palmes d'or académiques (Złoty Wawrzyn Akademicki)
- Le chanteur Jacek Kaczmarski crée une chanson qui porte son nom.